# 静海镇
静海镇，是中华人民共和国天津市静海区下辖的一个乡镇级行政单位。

## 行政区划
静海镇下辖以下地区：
四街社区、东窑社区、新华里社区、平安里社区、东升里社区、新泰里社区、红星里社区、东兴里社区、胜利楼社区、群卫路社区、北安楼社区、天源里社区、顺纺里社区、文化里社区、同善里社区、和顺里社区、北纬楼社区、韩新里社区、胜丰里社区、欣苑里社区、红星南里社区、春元里社区、瀛海北里社区、瀛海南里社区、梦香花园社区、东方家园社区、东升南里社区、名门世家社区、颖华社区、益农里社区、九通家园社区、金海园社区、春华园社区、顺驰社区、一街村、二街村、三街村、五街村、六街村、小高庄村、陆家院村、花园村、玉田庄村、义渡口村、大口子门村、小口子门村、大河滩村、小河滩村、高家楼村、范庄子村、王家楼村、杨李院村、上三里村、下三里村、胡家园村、曹官庄村、孙家场村、刘官庄村、韩家口村、东五里村、西边庄村、东边庄村、徐庄子村、前毕庄村、后毕庄村、前杨村、后杨村、北五里村、魏家庄村、付家村、西五里村和天津静海北环（翰吉斯）工业区。

## 交通
- 104国道过境。